# Gustav Wagner
Gustav Franz Wagner (18. juli 1911 i Wien, Østrig – 3. oktober 1980 i São Paulo, Brasilien) var en østrigsk SS-officer og næstkommanderende ved den tyske koncentrationslejr Sobibór i Polen, hvor ca 250.000 jøder blev gasset ihjel.
Efter krigen blev han dødsdømt in absentia under Nürnbergprocessen. Det lykkedes ham at flygte til Brasilien sammen med Franz Stangl. Dér fik Wagner fast opholdstilladelse den 12. april 1950 under pseudonymet "Günther Mendel". Han blev arresteret den 30. maj 1978. Anmodninger om udlevering blev modtaget fra både Israel, Østrig, Polen og Tyskland, men alle anmodninger blev afslået af det brasilianske retsvæsen. 
Ifølge hans advokat, begik Gustav Wagner selvmord i oktober 1980. Han blev fundet død med en kniv i brystkassen.